# Падунська
Паду́нська (рос. Падунская) — селище у складі Промишленнівського округу Кемеровської області, Росія.

## Населення
Населення — 2149 осіб (2010; 2177 у 2002).
Національний склад (станом на 2002 рік):
- росіяни — 95 %